# Carlos Banteaux
Carlos Banteaux Suárez (ur. 13 października 1986 w Santiago de Cuba) – kubański bokser, wicemistrz olimpijski.
Występuje w wadze półśredniej. Zdobywca srebrnego medalu w igrzyskach olimpijskich w 2008 roku w Pekinie.
Dwukrotnie (2009, 2011), bez sukcesów startował w mistrzostwach świata w kategorii do 69 kg, przegrywając swoje drugie walki w turniejach. 
Jest złotym medalistą igrzysk panamerykańskich w 2011 roku w Guadalajarze.